# Kazacharthra
I kazacartri (Kazacharthra) sono un ordine di crostacei, ascritti al gruppo dei branchiopodi. Sono conosciuti esclusivamente allo stato fossile, e i loro resti sono stati ritrovati solo in strati del Giurassico inferiore del Kazakistan (da qui il nome).

## Descrizione
Questi animali sono simili ai branchiopodi attuali del gruppo dei notostraci (Notostraca), ma se ne distinguono per via della diversa organizzazione degli occhi compositi e per la presenza di un telson (coda) ingrossato. Nei notostraci attuali i tre occhi composti sono gli uni vicini agli altri, mentre nei kazacartri il paio anteriore era disposto in modo da formare una sorta di cupola, o di bastone; il terzo occhio era subito dietro a questo paio. Il telson ingrossato, invece, era a forma di alettone, ma l'esatta conformazione variava tra le varie specie. Di questo gruppo sono conosciuti sette generi monospecifici, classificati in una singola famiglia, quella dei Ketmeniidae.

## Stile di vita
Si presume che i kazacartri vivessero in modo molto simile ai loro parenti attuali, come onnivori opportunistici. Si nutrivano di qualunque cibo potesse essere catturato, dalle pellicole di batteri ai detriti sparsi, fino a piccoli animali come larve di anfibi e minuscoli crostacei. Alcuni resti fossili suggeriscono che i kazacartri discesero da crostacei notostraci rimasti isolati in laghi d'acqua dolce formatisi nella regione dell'attuale Kazakistan circa 200 milioni di anni fa.